# Thruston Ballard Morton

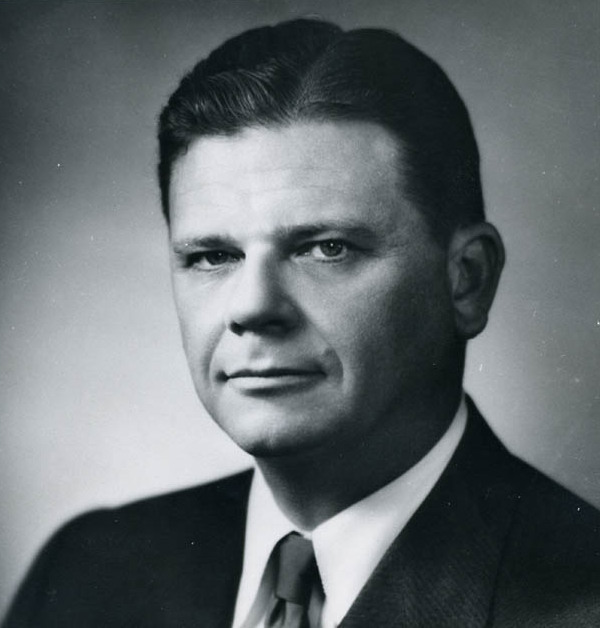
Thruston Ballard Morton

Thruston Ballard Morton, född 19 augusti 1907 i Louisville, Kentucky, död 14 augusti 1982 i Louisville, Kentucky, var en amerikansk republikansk politiker. Han representerade delstaten Kentucky i båda kamrarna av USA:s kongress, först i representanthuset 1947–1953 och sedan i senaten 1957–1968. Han var ordförande i Republican National Committee 1959–1961. Han var bror till Rogers Morton som var RNC-ordförande 1969–1971.
Morton utexaminerades 1929 från Yale University. Han deltog som örlogskapten i andra världskriget. Han besegrade Emmet O'Neal i kongressvalet 1946. Morton omvaldes 1948 och 1950. Han ställde inte upp för omval i kongressvalet 1952.
Morton besegrade den sittande senatorn Earle C. Clements i senatsvalet 1956. Han tillträdde 1959 som RNC-ordförande och efterträddes 1961 av William E. Miller. Han ställde upp för omval i senatsvalet 1962 och vann mot demokraten Wilson W. Wyatt. Senator Morton avgick i december 1968 och efterträddes av Marlow Cook.
Morton var anglikan och gravsattes på Cave Hill Cemetery i Louisville.